# Tizaghte
Tizaghte  (in arabo تيزغت‎?) è un centro abitato e comune rurale del Marocco situato nella provincia di Tata, regione di Souss-Massa. Conta una popolazione di 3 920 abitanti (censimento 2014).